# Estação San Bernabé
A Estação San Bernabé é uma das estações do Metrorrey, situada em Monterrei, entre a Estação Talleres e a Estação Unidad Modelo. Administrada pela STC Metrorrey, faz parte da Linha 1.
Foi inaugurada em 25 de abril de 1991. Localiza-se no cruzamento da Avenida Aztlán com a Avenida Julio Camelo. Atende os bairros Valle de Santa Lucía e Loma Linda.